# Puig d'Escorca
El puig d'Escorca és un pujolet del terme municipal de Llucmajor situat a la possessió de s'Àguila, a la Marina, prop del Cap Roig, de 111,4 m d'alçària. És l'única elevació de la Marina de Llucmajor. Hi ha jaciments arqueològics prehistòrics (Restes prehistòriques de s'Àguila - Puig d'Escorca), una estació meteorològica de l'Agencia Estatal de Meteorologia i construccions militars (bateria de Punta Llobera) que defensaven l'entrada a la badia de Palma pel migjorn. També hi ha situat el vèrtex geodèsic 072392, anomenat Punta Llobera.